# Gene Barth
Gene Barth (* 1. Februar 1930; † 11. Oktober 1991) war ein US-amerikanischer Schiedsrichter im American Football, der von der Saison 1971 bis 1990 in der NFL tätig war. Er trug die Uniform mit der Nummer 14.

## Karriere

### College Football
Vor dem Einstieg in die NFL arbeitete er als Schiedsrichter im College Football in der Missouri Valley Conference.

### National Football League
Barth begann im Jahr 1971 seine NFL-Laufbahn als Line Judge. Zur NFL-Saison 1976 wurde er zum Hauptschiedsrichter befördert.
Er leitete den Super Bowl XVIII im Jahr 1984. Zudem war er Ersatzschiedsrichter des Super Bowls XXIII.